# Nokia 5300
NOKIA 5300 XpressMusic – telefon z serii Xpress Music, wyprodukowany przez firmę Nokia. Podobnie jak model 5200 jest to telefon muzyczny - umożliwia szybki dostęp do muzyki dzięki specjalnym klawiszom muzycznym.
Posiada niewielką obudowę rozsuwaną za pomocą mechanizmu ze sprężyną. Obsługiwane karty pamięci: microSD TransFlash (do 2 GB).
Jest to telefon z wbudowanym odtwarzaczem mp3, aparatem (8-krotny zoom), kamerą, edytorem fotografii, kartą pamięci. Jest dostępny w kolorach: czarnym, biało-czerwonym, biało-zielonym, biało-fioletowym, biało-niebieskim, biało-szarym i biało-czarnym.

## Dane ogólne
- Maksymalny czas czuwania: 223 godz. (9 dni i 7 godz.)
- Maksymalny czas rozmowy: 190 min.
- Bateria Li-Ion 760 mAh
- Alarm wibracyjny
- Pamięć zewnętrzna microSD (TransFlash) do 2 GB
- Platforma Series 40 3rd edition

## Aparat cyfrowy
- Rozdzielczość: 1.30 MPx (1280 x 1024 pikseli)
- Cyfrowy zoom: 8x (Rozdzielczość zmniejsza się do 320 x 240 pikseli)
- Nagrywanie filmów (176 x 144 pikseli, 3gp)

## Multimedia i transmisja danych
- WAP 2.0
- GPRS Class 10
- HSCSD
- EDGE
- Bluetooth
- IRDA
- Obsługa połączenia USB
- Transmisja danych i faksów
- Java
- Dzwonki polifoniczne 64 tonowe i Mp3
- Radio FM
- Dyktafon

## Wiadomości
- SMS, MMS
- Raporty doręczeń
- Wiadomości grupowe
- Wiadomości sieciowe
- Słownik

## Dodatki
- Przeglądarka XHTML
- Zegar i Data
- Animowane wygaszacze i tapety
- Budzik
- Przypomnienia
- Stoper
- Minutnik
- Kalkulator
- Kalendarz
- Notatki